# 小金井芦州 (6代目)
六代目 小金井 芦州（こがねい ろしゅう、1926年12月21日 - 2003年6月29日）は、講談師。本名∶岩間 虎雄。

## 経歴
1926年12月21日、父岩間勘次と母たみの次男として浅草区（現台東区）田原町に生まれる。1928年、谷中（現台東区）の初音町へ引っ越す。1931年、父親と一緒に初めて寄席に行く。三代目神田伯山や二代目神田松鯉が出演しており、寄席は満杯であった。1933年、谷中尋常高等小学校に入学する。しかし学校は2年生の時火事で消失してしまったため文京区千駄木へ引っ越し、汐見尋常高等小学校へ転校。1939年、下谷商業学校に入学。学校にはほとんど行かず月謝を使い込んで寄席や映画に行った。当時の木戸銭は80銭。弁士になりたっかたが、トーキーにより断念した。後に下谷商業学校は退学処分となる。
落語家になるべく七代目三笑亭可楽のもとへ行くが、「口調がかたいので講談向き」という事で断られた。父が四代目小金井芦州の兄である「松村カゲタロウ」の面倒を見ていた関係で四代目小金井芦州を紹介される。本人は三代目神田伯龍のところへ弟子入りをしたかったが、芦州以外のところへは許さないという父の意向が強かったため、1940年に四代目小金井芦州へ入門し二代目にあたる小金井靖洲を名乗る。前の家には大河内子爵がいた。1942年、「若い衆」の洒落で若州に改名。初代靖州が「ねずみの殿様」のあだなで嫌だったので改名したという。1944年、徴兵され赤坂東部六部隊から甲府六三部隊へ。1946年に四代目小金井芦州の引きで日本芸術協会会員となるが、前座待遇に不満をいだき翌年脱退した。また、この頃広沢虎造一座で地方廻りを行う。
1949年、五代目西尾麟慶を襲名し真打昇進。披露費用は当時の3万円だった。1951年11月の一時期のみ「神田愛山」を名乗るがすぐに西尾麟慶に戻る。「一時愛山を名乗ったのは事実であるが、その名前で出演したことはない」という。1952年頃から10年アルバイトで糊口をつなぎ、寄席の無断欠席が続く。動物園のライオンの飼育係りや中華料理店、映画館でのアイスクリーム場内販売　などをしていたという。1965年、六代目小金井芦州を襲名。
1985年、文化庁芸術祭賞受賞。1991年、講談協会会長に就任。1997年、文化庁より記録作成等の措置を講ずべき無形文化財に認定。
2000年3月、脳梗塞を発症。2003年6月29日10時7分、肺炎のため、東京都北区の病院で死去した。76歳没。告別式は7月1日。

## 芸歴
- 1940年 - 四代目小金井芦州に入門、「靖洲」となる。
- 1942年 - 「若洲」に改名。
- 1949年 - 真打昇進、「五代目西尾麟慶」を襲名。
- 1951年 - 「神田愛山」を襲名するもすぐに鱗慶に戻る。
- 1965年 - 「六代目小金井芦州」を襲名。

## 受賞歴
- 1985年 - 文化庁芸術祭賞
- 1997年 - 記録作成等の措置を講ずべき無形文化財

## 役職
- 1991年 - 講談協会会長
- 2001年 - 講談協会顧問

## 人物
血液型はA型。
立川談志は六代目小金井芦州を「最後の講釈師」と称した。
「蓁々斎桃葉」、「西尾麟慶」の名跡を預かっていた。
本人の弁によると『以前芦州の弟子だった宝井琴柳に芦州を名乗らせ、自らは『小金井北梅』に改名する。』という計画があった。

## 逸話
学校の清潔検査の時、ハンカチを忘れたので、カーテンをハサミで切ってきりぬけた。同級生がまねし始めたので、カーテンがあっという間に小さくなったという。
子供の頃、ベーゴマを賭けでして、近所の子供から小遣いを巻き上げた。
近所の盆栽をひっくり返した。勉強はまるで駄目で宿題は兄におまかせだったという。
師匠の家で飼っていた猫の兄弟子（タマ）が最大の苦労だったという。
北海道巡業の時熊が出現し、師匠を置いて逃走した。

## 弟子

### 移籍
- 小金井清州
- 小金井桜州 - 四代目宝井琴鶴門下へ移籍
- 神田香織 - 二代目神田山陽から預かり

### 廃業
- 小金井若州 - 芦州長男・岩間信一郎、1960年生まれ
- 小金井若州（櫻井茂夫）